# Christophe Jallet
Christophe Jallet, född 31 oktober 1983 i Cognac, Charente, är en fransk före detta fotbollsspelare. Han spelade för det franska landslaget mellan 2012 och 2017.

## Karriär
I juli 2017 värvades Jallet av Nice.
Den 23 juli 2019 värvades Jallet av Amiens, där han skrev på ett ettårskontrakt. Den 26 juni 2020 meddelade Jallet att han avslutade sin fotbollskarriär.